# Trischa Zorn
Trischa Zorn (Orange, 1 de junho de 1964) é uma nadadora norte-americana, multicampeã nos Jogos Paraolímpicos. Nascida com aniridia, estudou na Universidade de Nebraska e foi a primeira deficiente visual a participar da Divisão I da NCAA, a associação de desporto universitário dos Estados Unidos.
Participou pela primeira vez dos Jogos Paraolímpicos em 1980, conquistando a medalha de ouro em todas as provas que disputou. Nas sete edições de que participou, acumulou trinta e duas medalhas de ouro, nove de prata e cinco de bronze, sendo a mais bem sucedida atleta da história dos Jogos Paraolímpicos. Zorn também fez o juramento paraolímpico nos Jogos de Atlanta, em 1996, e conduziu a bandeira dos Estados Unidos na cerimônia de encerramento dos Jogos de Atenas, em 2004. Na virada de ano de 2004 para 2005, foi homenageada, ao lado de outros sete atletas, na celebração da Times Square.
Após encerrar a carreira, Trischa Zorn decidiu ser professora, e atualmente ensina na universidade que a formou.